# Antonio Sangüesa Serrano
Antonio Sangüesa Serrano (Palència, 1902 - Sabadell, 1 de juliol de 1986) fou un futbolista espanyol, que desenvolupà la seva carrera a Catalunya, de la dècada de 1930.

## Trajectòria
Jugava a la posició d'extrem dret. Passà la major part de la seva carrera al CE Sabadell, club on jugà entre 1924 i 1927, i novament entre 1930 i 1937. Fou conegut com la rateta de la Creu Alta i en els seus anys al club guanyà un campionat de Catalunya (1934), fou finalista de la Copa espanyola (1935) i assolí un ascens a Segona Divisió espanyola (1932-33). També jugà al FC Badalona entre 1927 i 1930. També jugà amb la selecció de Catalunya.
Un cop abandonà la pràctica del futbol fou entrenador, dirigint al Sabadell en diverses ocasions, entre elles la temporada 1946-47, en la qual el club acabà cinquè a primera divisió, la millor classificació mai assolida pel club.

## Palmarès
- Campionat de Catalunya de futbol:
  - 1933-34